# Antoine René Thévenard
Antoine René Thévenard (1766 – Baia di Abū Qīr, 1º agosto 1798) è stato un militare francese, capitano di vascello della Marina militare francese.
Fu comandante del vascello Aquilon durante la Battaglia del Nilo, avvenuta il 1º agosto 1798, rimanendo ucciso nel corso del combattimento. Era figlio del viceammiraglio Antoine Jean Marie Thévenard. Secondo alcune fonti inglesi in realtà il suo nome era Henri Alexandre Thévenard.

## Biografia
Nacque nel 1766, figlio di Antoine Jean Marie Thévenard, allora capitano della Compagnia francese delle Indie e di Françoise Louise Olivier, lavorò dapprima per la Compagnia francese delle Indie Orientali, entrando nella marina rivoluzionaria nel 1792. Nei primi mesi del 1793, con il grado di tenente di vascello, fu comandante della fregata Insurgente. Con questa nave effettuò la scorta ad un convoglio da Nantes a Brest. Nell'estate dello stesso anno venne promosso al rango di capitano di vascello, assumendo nel contempo il comando della fregata da 40 cannoni Révolutionnaire.. Durante il combattimento navale del 21 ottobre 1794, sostenuto contro la squadra navale inglese al comando di Sir Edward Pellew la sua nave sostenne un impari combattimento contro quattro fregate inglesi venendo catturata. Verso la fine del 1794 assunse il comando del vascello da 74 cannoni, con armamento ridotto a 52 Brave, con cui navigò da Brest a Cancale, incrociando tra Ouessant e Guernsey, per ritornare successivamente nella rada di Brest. Incaricato di condurre una divisione nel Kattegat e poi nel Mare del Nord, alzò la sua insegna sul Brave. La squadra comprendeva anche le fregate Spartiate e Proserpine, comandate rispettivamente da Villemadrin e Daugier.  Nel giugno 1795, ancora al comando del Brave,  prese parte alla campagna navale effettuata nel Golfo di Biscaglia dalla squadra al comando dell'ammiraglio Villaret de Joyeuse.
Nel corso del 1795 ricevette il comando del vascello da 74 cannoni Wattignies, con cui effettuò una crociera tra Lorient e Île d'Aix. Nel 1796 comandò la divisione navale navale destinata a trasportare un corpo di spedizione a Saint-Domingue, innalzando la sua insegna sul Wattignes. Il 12 maggio la divisione navale, suddivisa in due squadre arrivò a Capo François dove sbarcò il corpo di spedizione del generale Rochambeau. Dopo aver sbarcato le truppe le navi francesi rientrarono sane e salve in patria, evitando il contatto con le navi inglesi. Il successo della missione gli valse la promozione a Chef de division nel corso dell'anno. Nel dicembre 1796, sempre imbarcato sul Wattignes, prese parte alla Spedizione in Irlanda del generale Lazare Hoche. La spedizione fu un completo fallimento, le navi francesi subirono gravi perdite e rientrarono in patria suddivise in piccoli gruppi.

### La battaglia di Aboukir
Nel 1798 ebbe il comando del vascello da 74 cannoni Aquilon, appartenente alla squadra francese di Tolone al comando del viceammiraglio Brueys, che aveva il compito di scortare le navi da trasporto con a bordo il corpo di spedizione. Durante la campagna del Mediterraneo del 1798 partecipò alla Battaglia del Nilo, avvenuta il 1º agosto 1798. La sua nave si trovava in quarta posizione nella linea di battaglia francese, dietro allo Spartiate e immediatamente davanti al Peuple Souverain. All'inizio del combattimento utilizzò il cavo dell'ancora della sua nave come molla, posizionando il suo vascello con un angolo adatto a sparare una bordata contro la prua della nave ammiraglia inglese, il vascello Vanguard, che a sua volta si era posizionata a meno di 70 metri dal vascello francese Spartiate. Colpito in pieno dal tiro dell'artiglieria il vascello inglese lamentò oltre 100 vittime, e lo stesso ammiraglio Nelson fu ferito in fronte da un frammento di proiettile a mitraglia. Anche se la sua manovra ebbe successo la sua nave finì per posizionarsi proprio di fronte ai cannoni del vascello inglese Minotaur, che aprì il fuoco sulla prua del vascello francese danneggiandolo gravemente. Rimasto ucciso dal tiro del Minotaur, e con la nave completamente disalberata e a malpartito, gli ufficiali subalterni decisero di arrendersi agli inglesi alle 21:25.

### Annotazioni
1. ↑  Per questo denominato tecnicamente razée, dal termine francese vaisseau rasé, fu trasformato tra l'aprile 1793 e il gennaio 1794.
2. ↑  La prima, al comando del Commodoro Thevenard, era composta dai vascelli da 74 cannoni Fougueux e Wattignes, dalla fregata da 40 cannoni Vengeance, e dalla corvetta da 20 cannoni Berceau era salpata da Rochefort. La seconda, al comando del capitano di vascello Guillaume Thomas, era composta dalla fregata da 40 cannoni Meduse, da quella da 36 Insurgente, dalla corvetta da 20 cannoni Doucereuse, e da otto navi da trasporto, era salpata da Brest.
3. ↑  Si trattava di 1.200 soldati, 20.000 moschetti, 12 pezzi d'artiglieria e 400.000 libre di polvere da sparo.

### Fonti
1. ↑  Antoine René THEVENARD
2. ↑  Fonds Marine, p.207
3. ↑   Naval History of Great Britain - Vol II 1796 Expedition to Ireland, su pbenyon.plus.com. URL consultato il 10 gennaio 2014 (archiviato dall'url originale il 24 settembre 2015).
4. ↑  Battesti 1998, p. 24, con lui vi entrarono anche i futuri partecipanti alla battaglia di Aboukir: Jean François Timothée Trullet, Louis Léonce Trullet, Pierre Jean Stadelet, Pierre Paul Racord, Georges Saunier, Éléonore Jean Nicolas Solen, Jean Villeneuve, Maurice Gillet e Pierre Philippe Cambon.
5. 1 2  Fonds Marine. Campagnes (opérations ; divisions et stations navales ; missions diverses). Inventaire de la sous-série Marine BB4. Tome premier : BB4 1 à 482 (1790-1826), p.61
6. ↑  Fonds Marine. Campagnes (opérations ; divisions et stations navales ; missions diverses). Inventaire de la sous-série Marine BB4. Tome premier : BB4 1 à 482 (1790-1826), p.105
7. 1 2  Roche 2005, p. 84.
8. ↑  Fonds Marine, p.70
9. ↑  Fonds Marine, p.112
10. ↑  Fonds Marine, p.114
11. ↑  Fonds Marine. Campagnes (opérations ; divisions et stations navales ; missions diverses). Inventaire de la sous-série Marine BB4. Tome premier : BB4 1 à 482 (1790-1826), p.115
12. 1 2  James 1902, p. 264.
13. ↑  Fonds Marine. Campagnes (opérations ; divisions et stations navales ; missions diverses). Inventaire de la sous-série Marine BB4. Tome premier : BB4 1 à 482 (1790-1826), p.126
14. 1 2 3 4 5  James 1902, p. 413.
15. ↑  Fonds Marine. Campagnes (opérations ; divisions et stations navales ; missions diverses). Inventaire de la sous-série Marine BB4. Tome premier : BB4 1 à 482 (1790-1826), p.178
16. ↑  Donolo 2012, p. 88.
17. ↑  Donolo 2012, p. 89.
18. 1 2 3  Fremont-Barnes 2011, p. 22.
19. ↑  Fremont-Barnes 2011, p. 16.
20. ↑  Fremont-Barnes 2011, p. 50.
21. 1 2 3  James 1886, p. 167.
22. ↑  Donolo 2012, p. 112.
23. 1 2  James 1886, p. 168.
24. ↑  Fremont-Barnes 2011, p. 58.